# Rue de Paradis
Pour les articles homonymes, voir Rue Paradis.
La rue de Paradis est une voie du 10e arrondissement de Paris, en France.

## Situation et accès
Située dans l'ouest du 10e arrondissement de Paris (quartier de la Porte-Saint-Denis), entre le 95 de la rue du Faubourg-Saint-Denis et le 64 de la rue du Faubourg-Poissonnière, la rue de Paradis, d'une longueur de 528 mètres, se trouve dans le prolongement de l'ancienne rue d'Enfer, aujourd'hui rue Bleue.
Cette rue est desservie par les arrêts du métro de Paris Château d'Eau, Gare de l'Est et Poissonnière.

## Origine du nom
Selon Jean de La Tynna et Gustave Pessard, l'origine de la « rue de Paradis » vient, sans doute, par opposition à la « rue d'Enfer » (aujourd'hui rue Bleue) qui en était voisine,. Toutefois, Jacques Hillairet indique qu'elle tient plutôt son nom d'un lieu dit les Paradis, antérieurement appelé les Prés-des-Filles-Dieu.

## Historique
Cette voie est une ancienne section du grand chemin qui reliait l'hôpital Saint-Lazare au village du Roule, qui portait le nom de « rue Saint-Lazare » en 1643, parce qu'elle longeait le Clos Saint-Lazare. Elle est indiquée le plan de Boisseau de 1654.
Elle fermait au sud l'enclos Saint-Lazare et au nord la couture des Filles-Dieu, dit les Paradis qui vont lui donner son nom. Elle porte en effet à partir de 1659 le nom de « rue de Paradis-Poissonnière », pour la distinguer de la rue de Paradis-au-Marais.
En 1710, le lieu-dit « Les Paradis », était l'emplacement d'un potager appartenant aux religieuses de la communauté des Filles-Dieu.
La rue n'était encore en 1740 qu'une route qui longeait l'enclos Saint-Lazare.
La rue prend sa dénomination définitive de « rue de Paradis » par arrêté du 9 mai 1881. Elle a été « la » rue du cristal, de la porcelaine et autre faïence du fait de la proximité de la gare de Paris-Est qui permettait l'acheminement des matières en provenance de la Lorraine notamment.

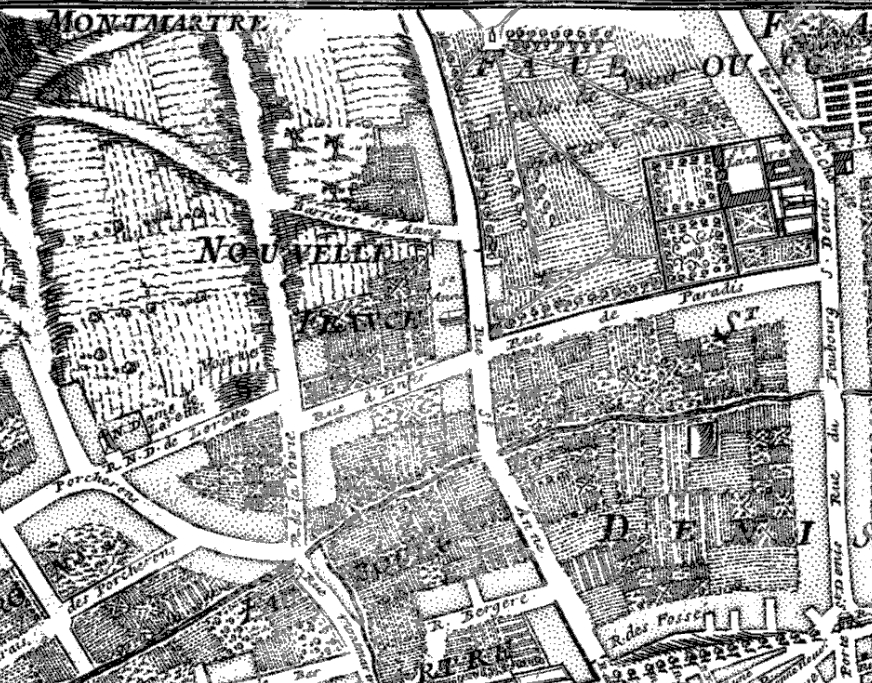
La rue sur un plan de 1705.
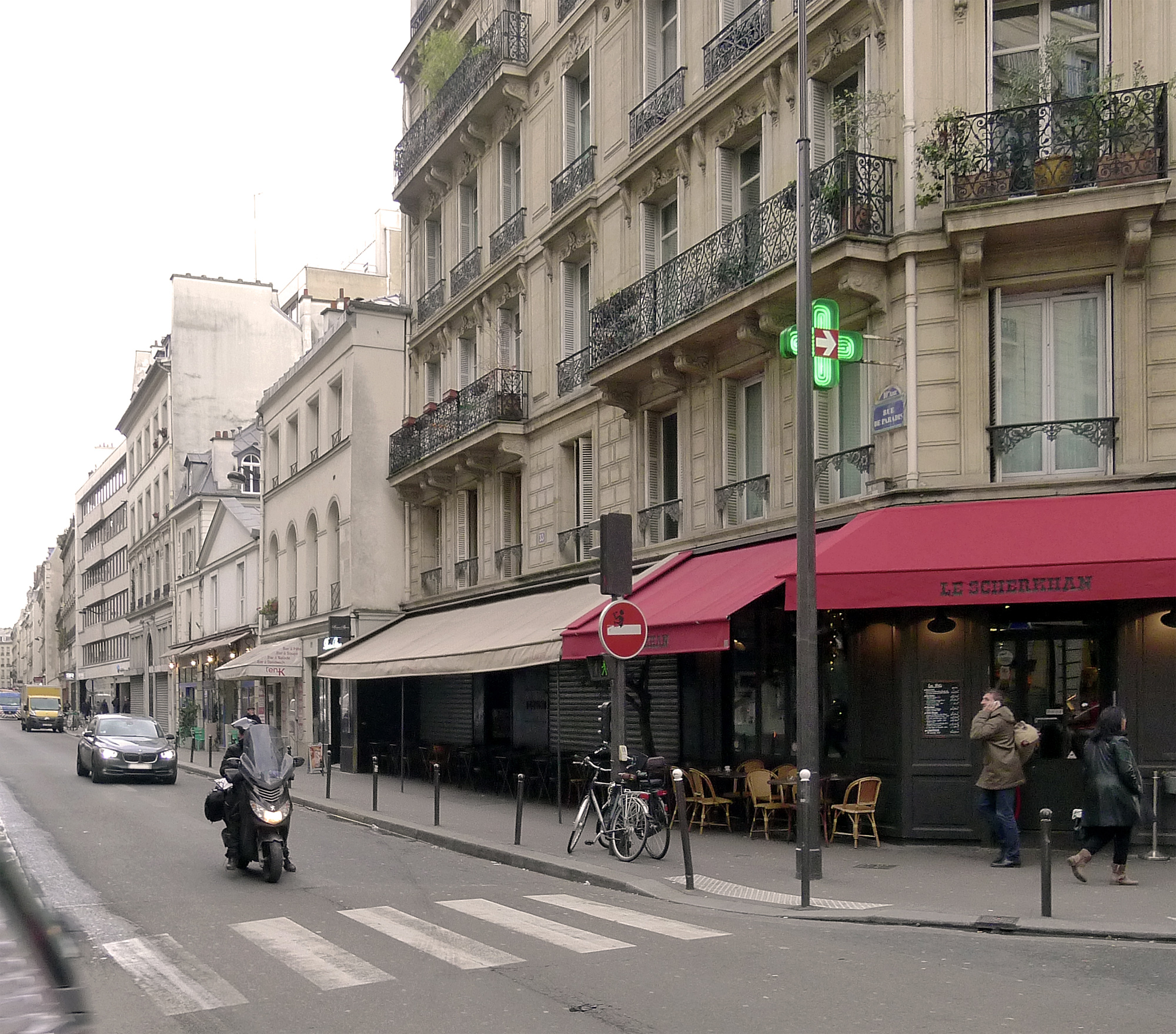
Vue de la rue.
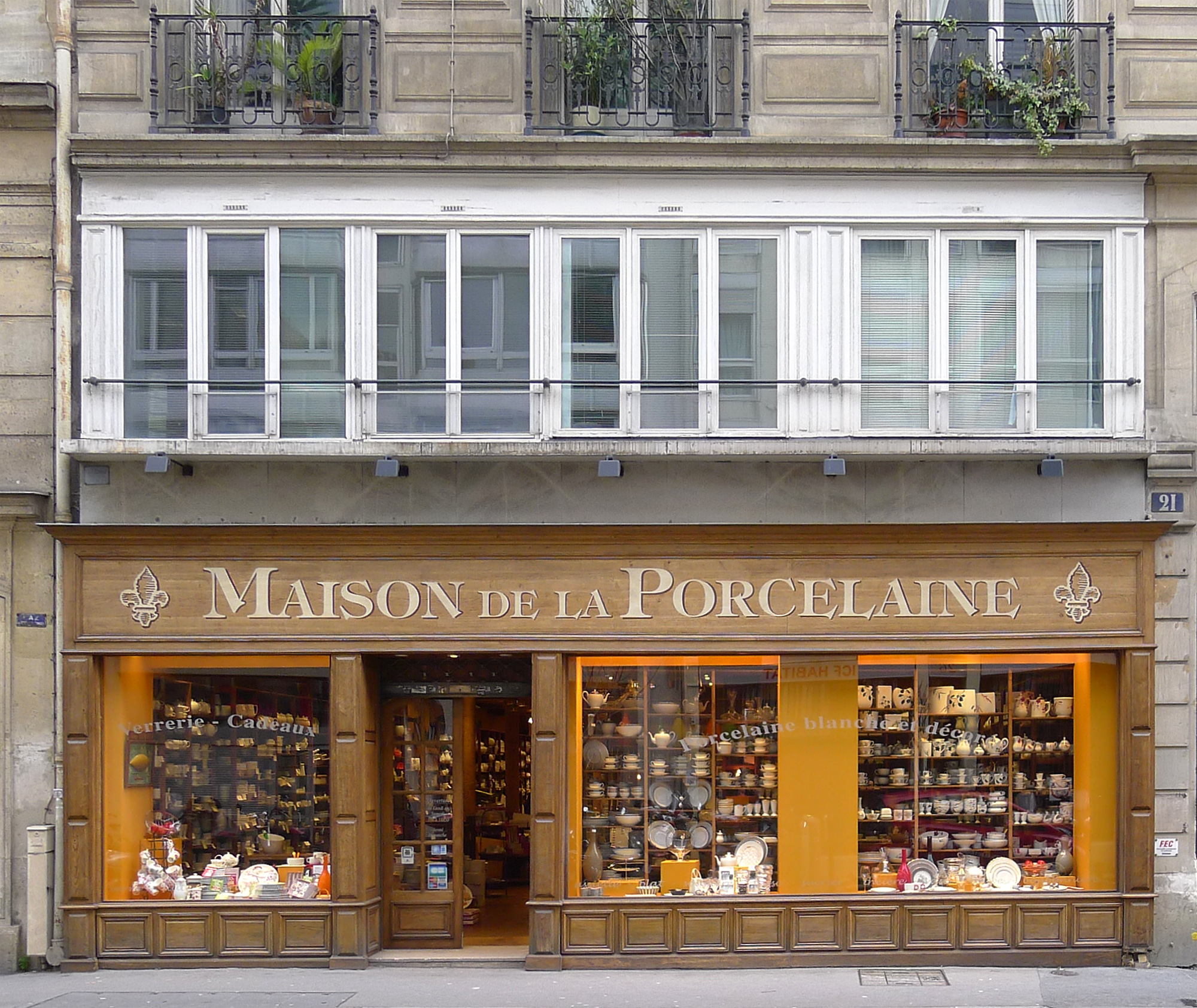
Maison de la porcelaine.

## Bâtiments remarquables et lieux de mémoire
- Nos 7 et 7 bis : immeuble construit en 1906 et primé en 1908 au Concours de façades de la ville de Paris[4].

### Façade Art déco auno6

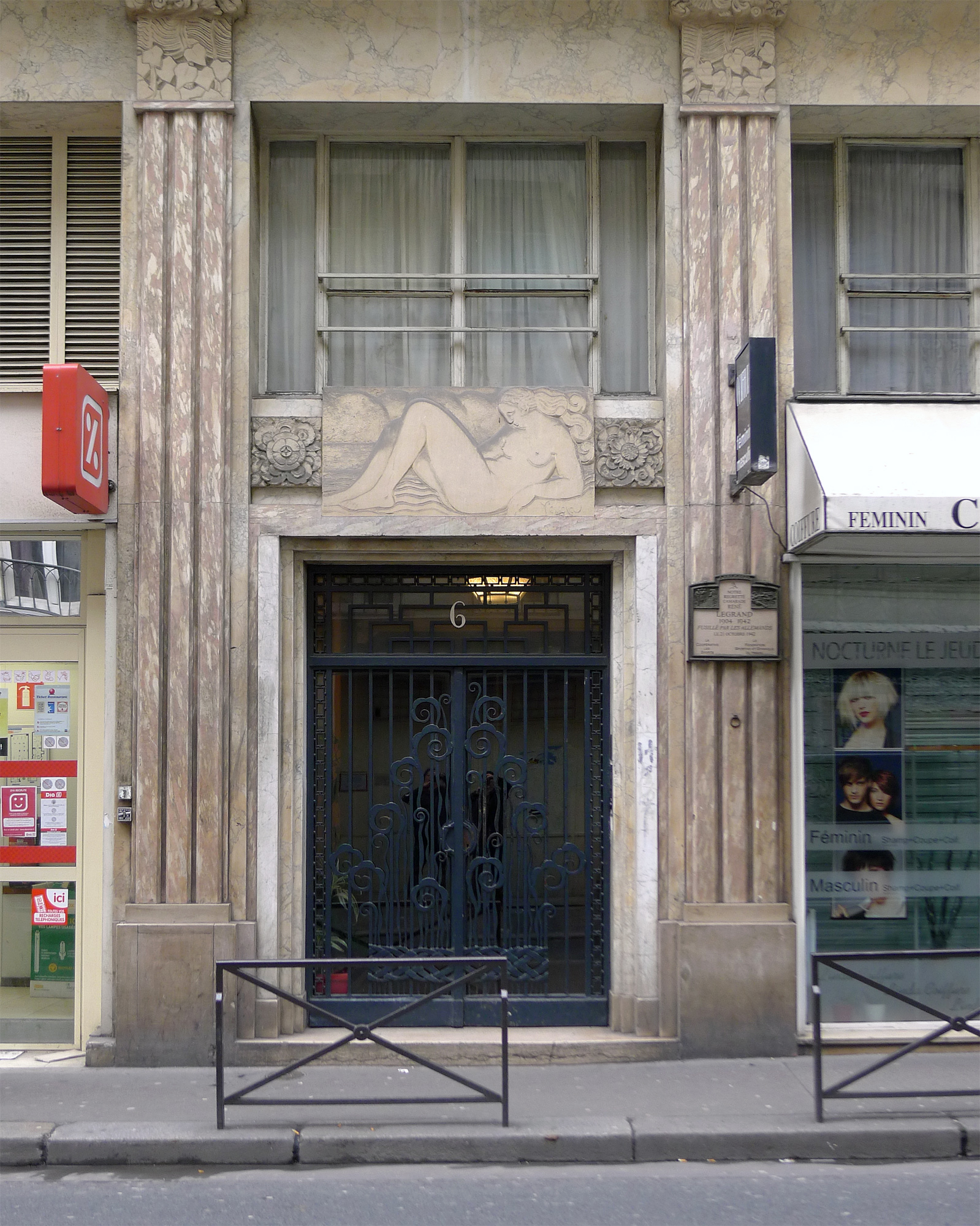
Façade Art déco.
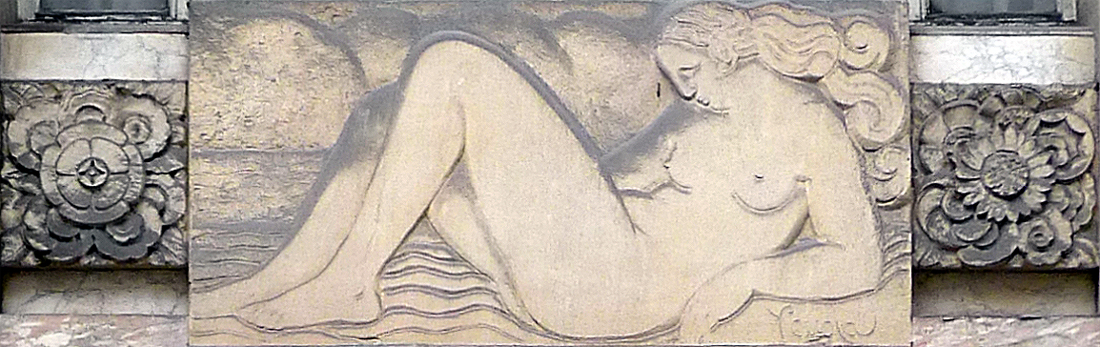
Détail.

### Ancienne faïencerie auno18
En 1889, les faïenceries de Choisy-le-Roi, maison Hippolyte Boulenger, font construire par les architectes Georges Jacotin et Ernest Brunnarius leur magasin et nouveau siège rue de Paradis-Poissonnière, actuelle rue de Paradis, au no 18. Le bâtiment est inscrit au titre des monuments historiques et deviendra en 1978 musée de l'Affiche puis, en 1982, musée de la Publicité avant de déménager en 1990.
Une importante partie de ses murs intérieurs sont recouverts de décors de faïence. Les éléments remarquables sont la façade sur rue, le vestibule avec son décor de céramique, l'escalier à balustres ainsi que la salle d'exposition avec son décor. Une borne historique a été apposée par la ville de Paris.
De 2011 à 2021, le bâtiment abrite Le Manoir de Paris.
En 2022, il accueille l'Albert School, école de commerce data-centric.

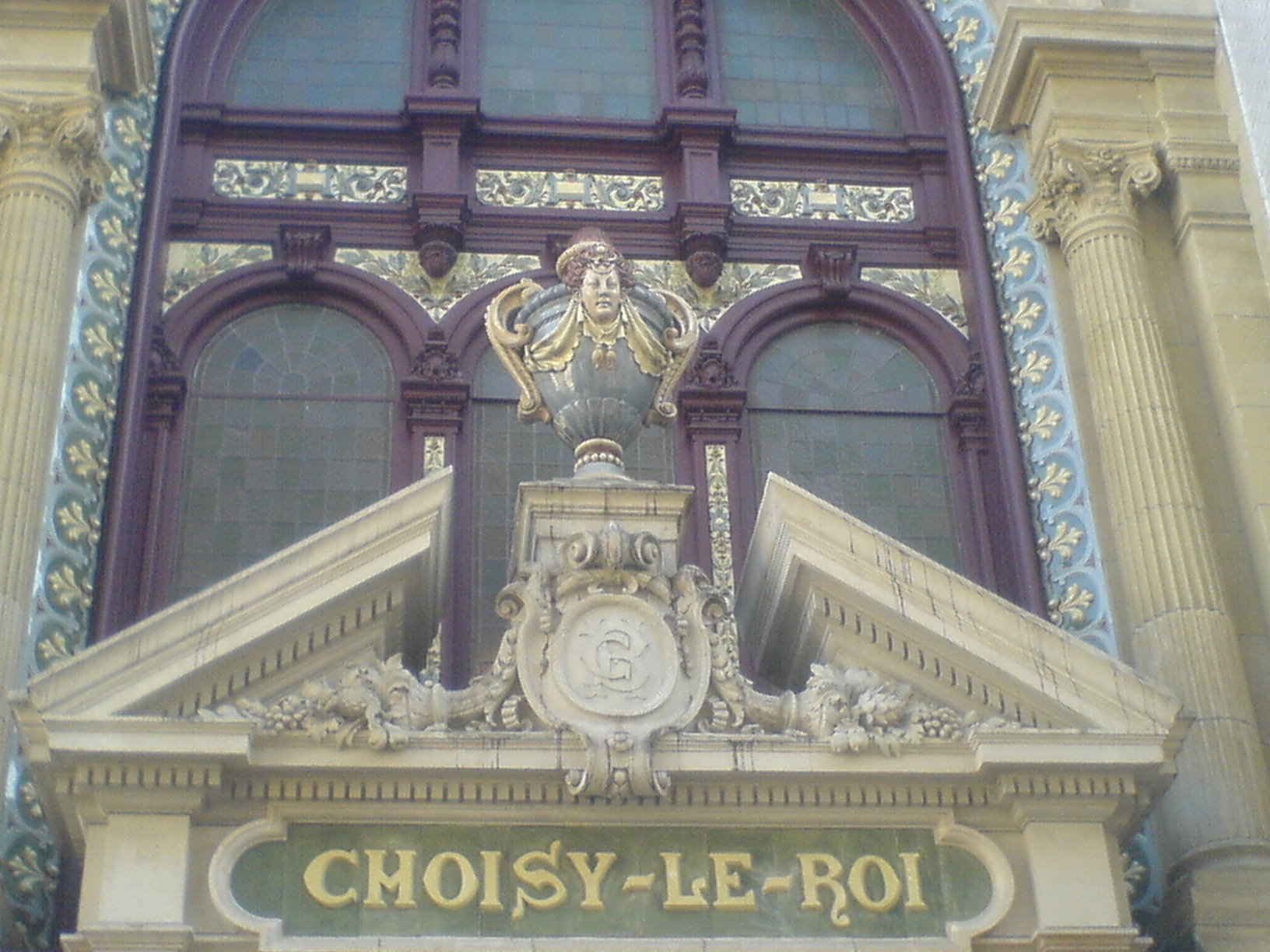
Maison Boulenger.
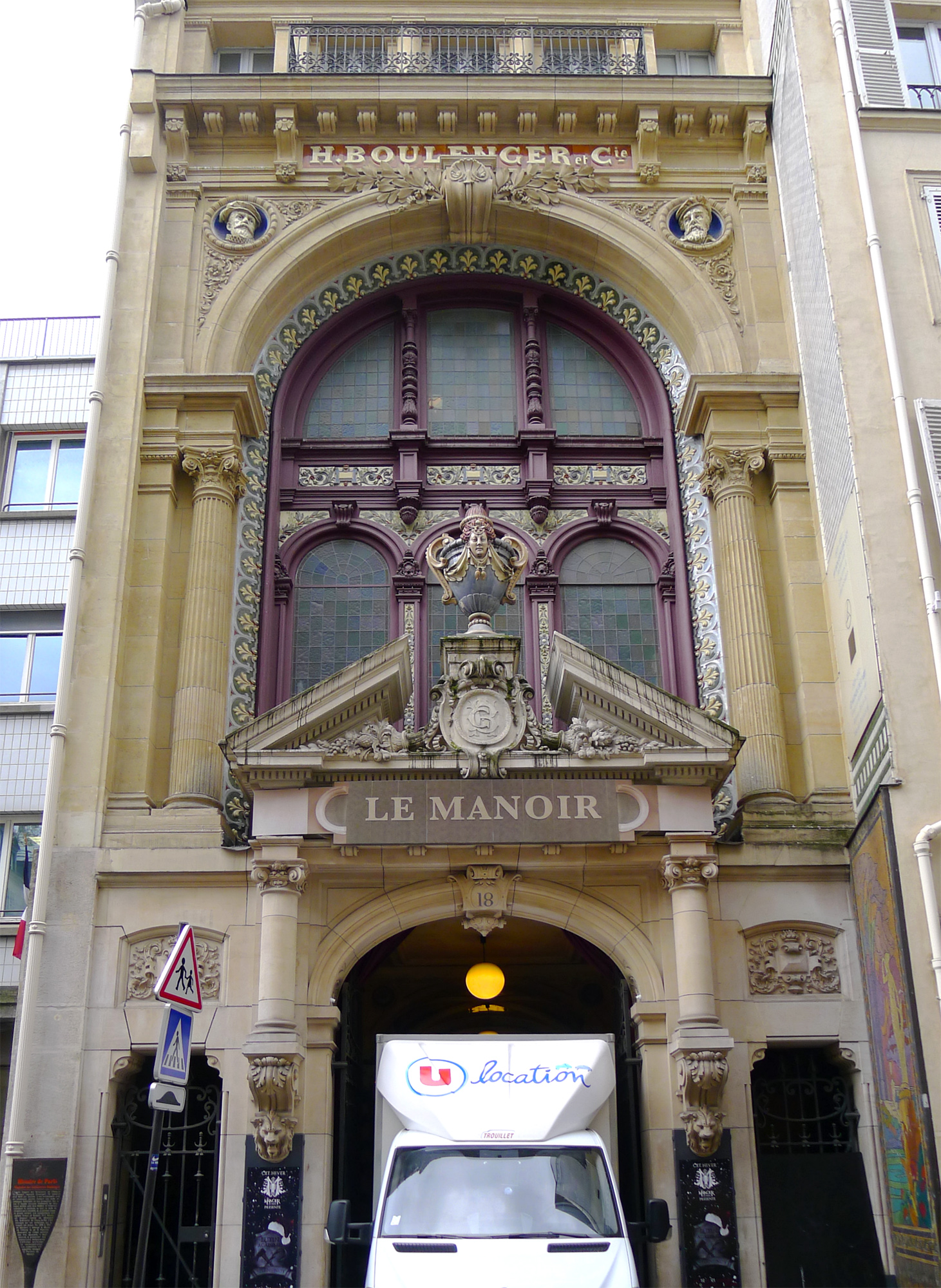
Entrée.
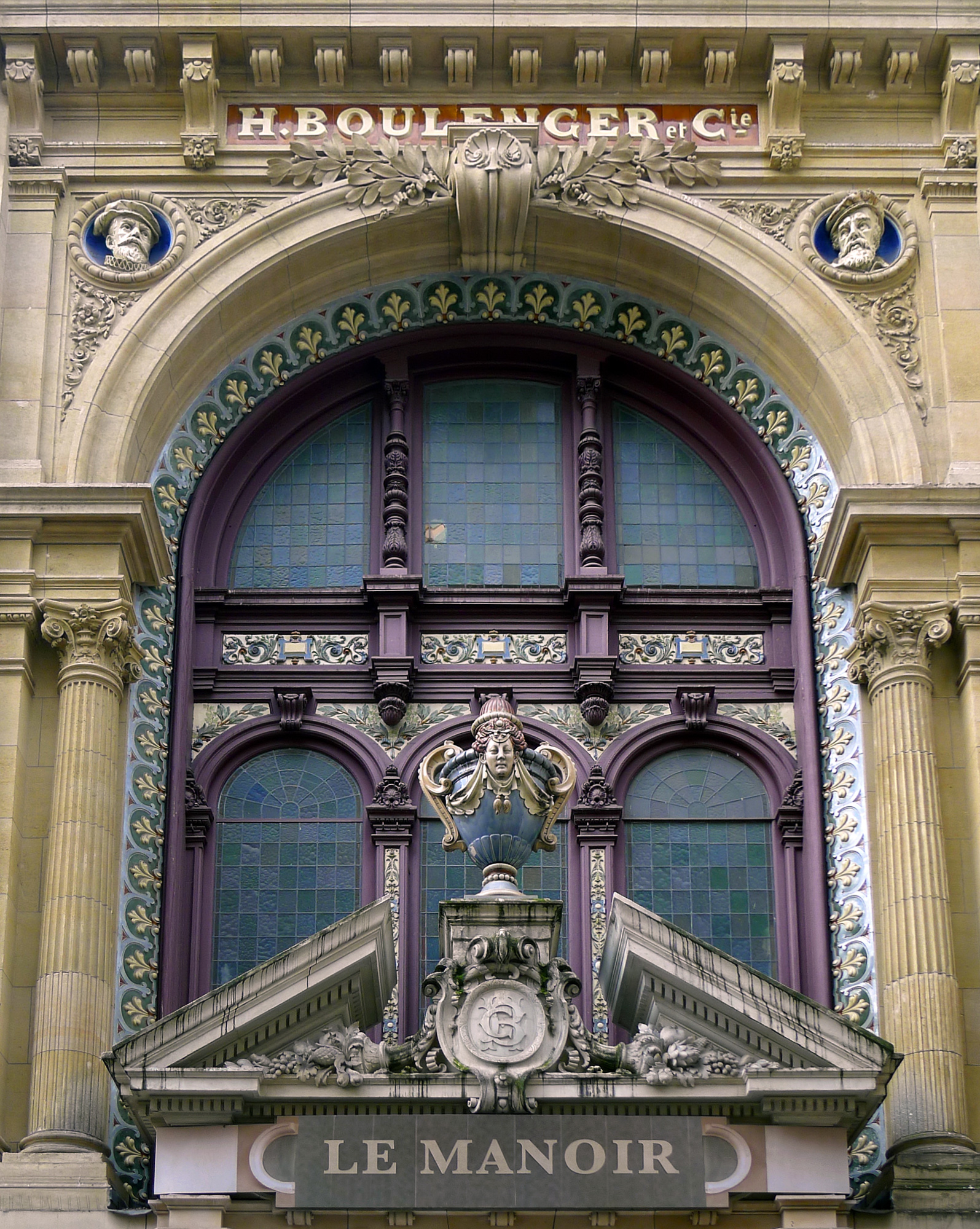
Entrée (détail).
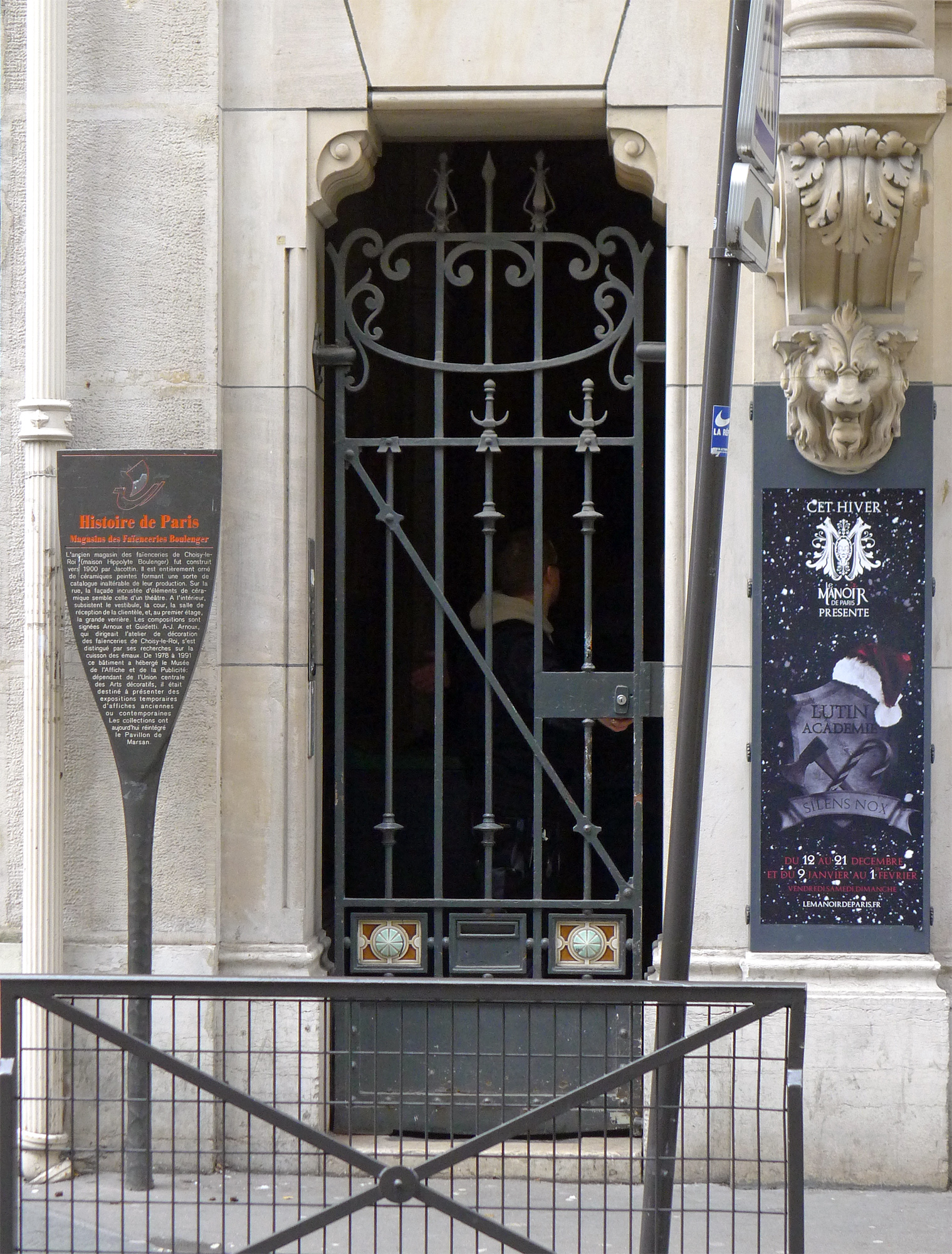
Borne historique de Paris.
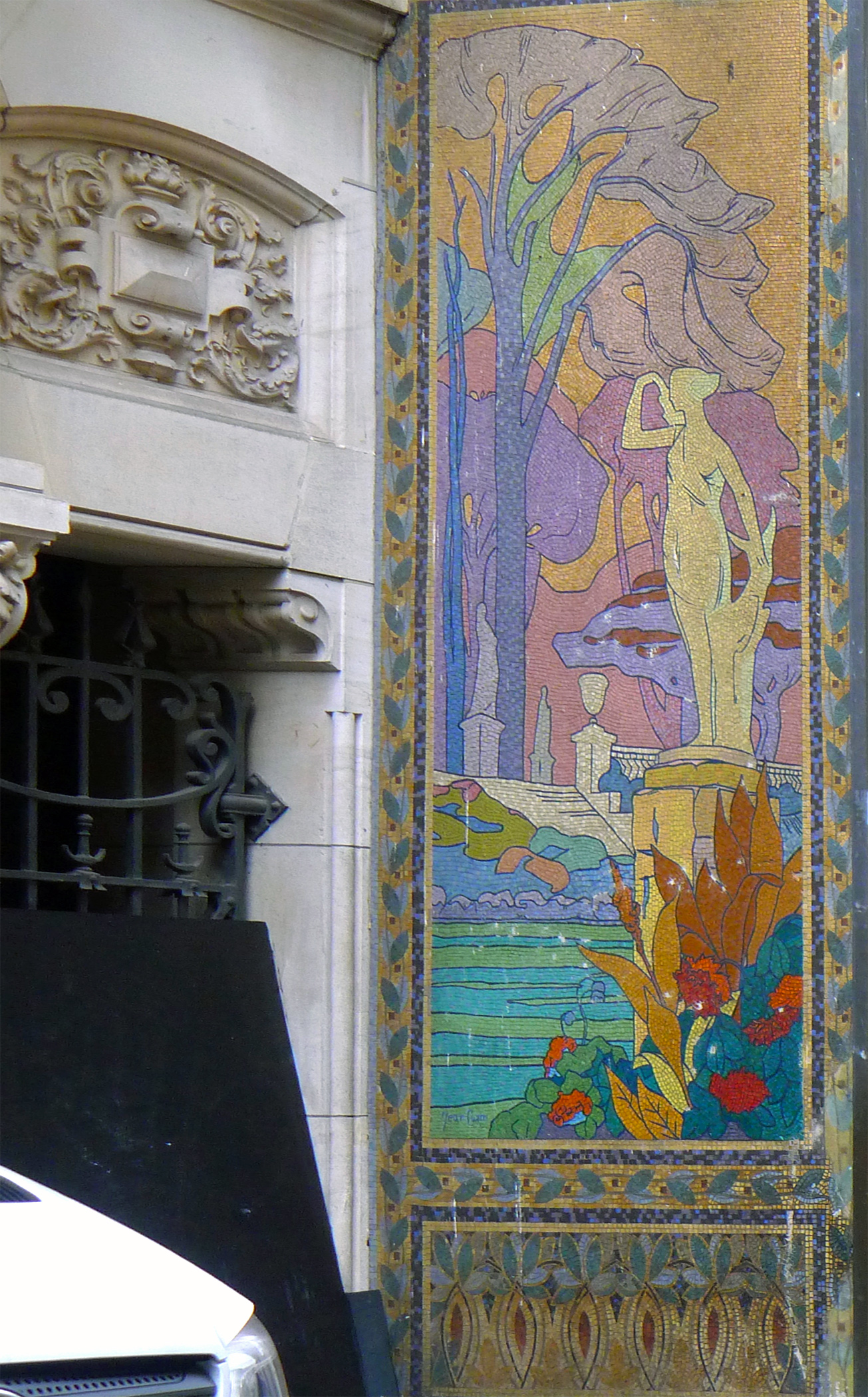
Faïence.

### No20
Ancienne école maternelle, devenue le siège du Conseil d'architecture, d'urbanisme et de l'environnement (CAUE) et dont l'espace situé 20 rue de Paradis est dénommé « Espace Eglantyne-Jebb »,,.

### Anciennes cristalleries auno30, 30 bis ou 32
Vers 1831, Baccarat, la Compagnie des Cristalleries de Saint-Louis et deux autres verriers, Choisy-le-Roi et Bercy, chargent une maison parisienne, Barbier, Launay et Cie, puis Launay, Hautin et Cie, sise au no 30, 30 bis ou 32 de la rue de Paradis-Poissonnière, actuelle rue de Paradis, de la distribution de leurs produits.
Vers 1850, Baccarat et la Compagnie des Cristalleries de Saint-Louis reprennent seuls les locaux, dont il ne reste aujourd'hui que la façade sur rue, datée de 1832.
La Compagnie des Cristalleries de Saint-Louis y place un dépôt tout comme la maison Baccarat qui y installe aussi un atelier de bronze.
La maison Baccarat y comptait 246 employés en 1899.
Ce bâtiment deviendra par la suite musée Baccarat jusqu'en 2003 et hébergera un temps la Pinacothèque de Paris à partir de 2003.
D'après la borne historique apposée par la Ville de Paris s'élevait au XIXe siècle à cet emplacement un relais de poste pour les diligences de l'est de la France.

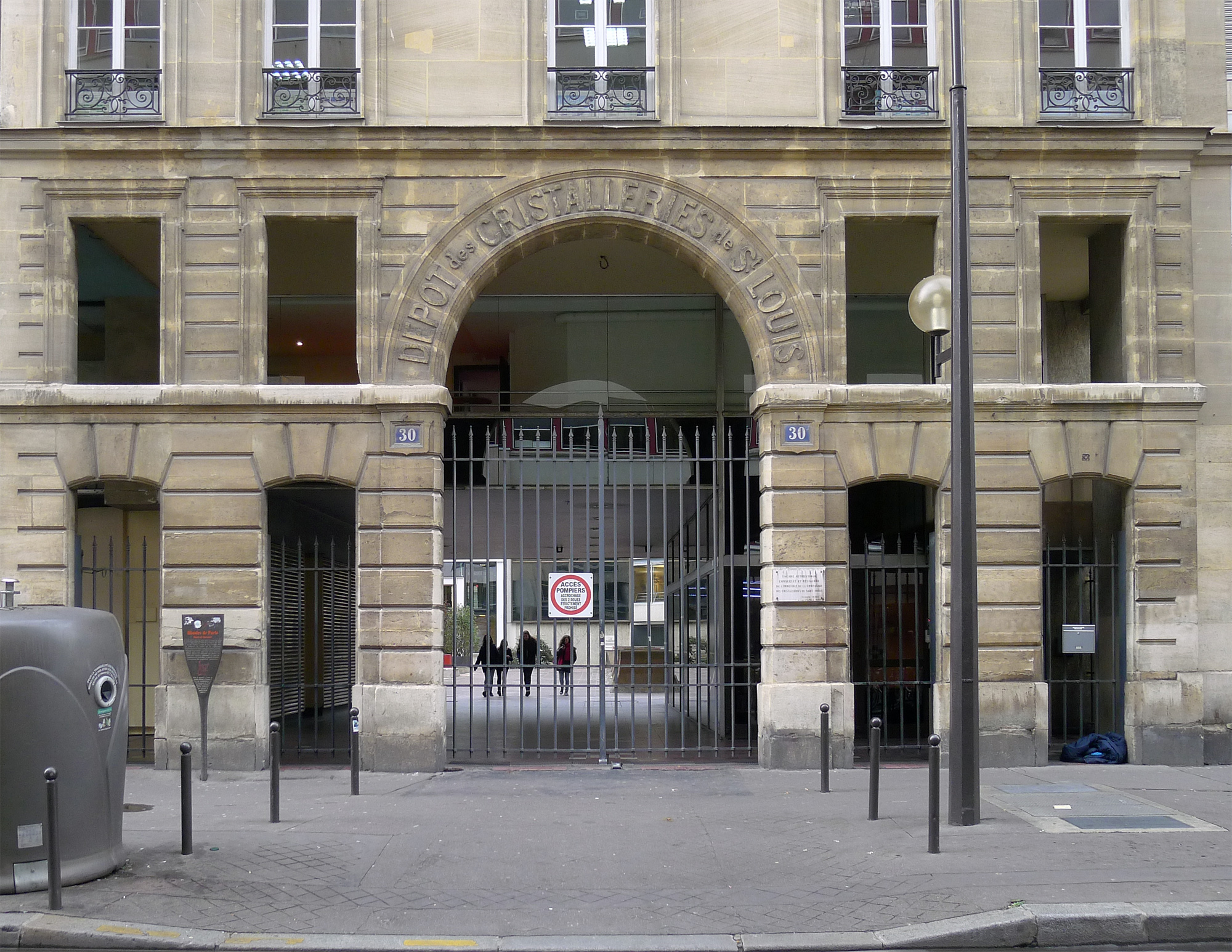
No 30.
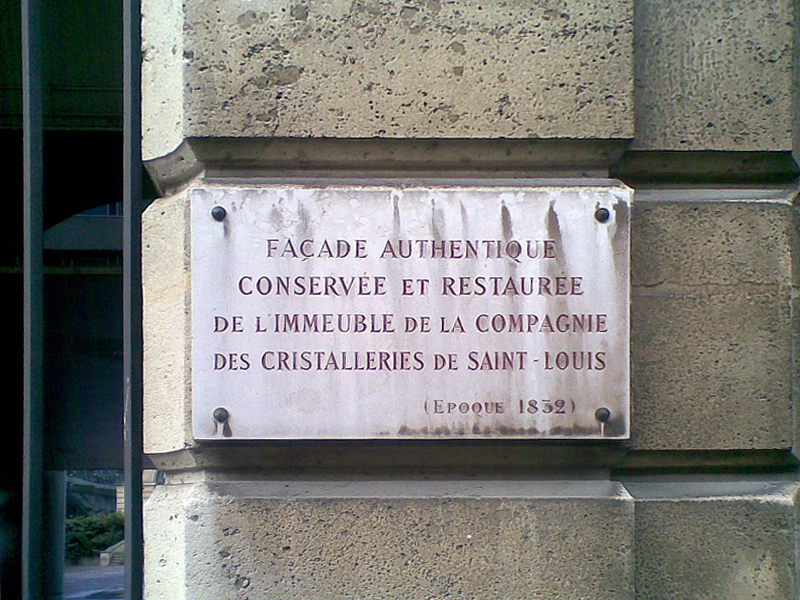
Plaque Saint-Louis.
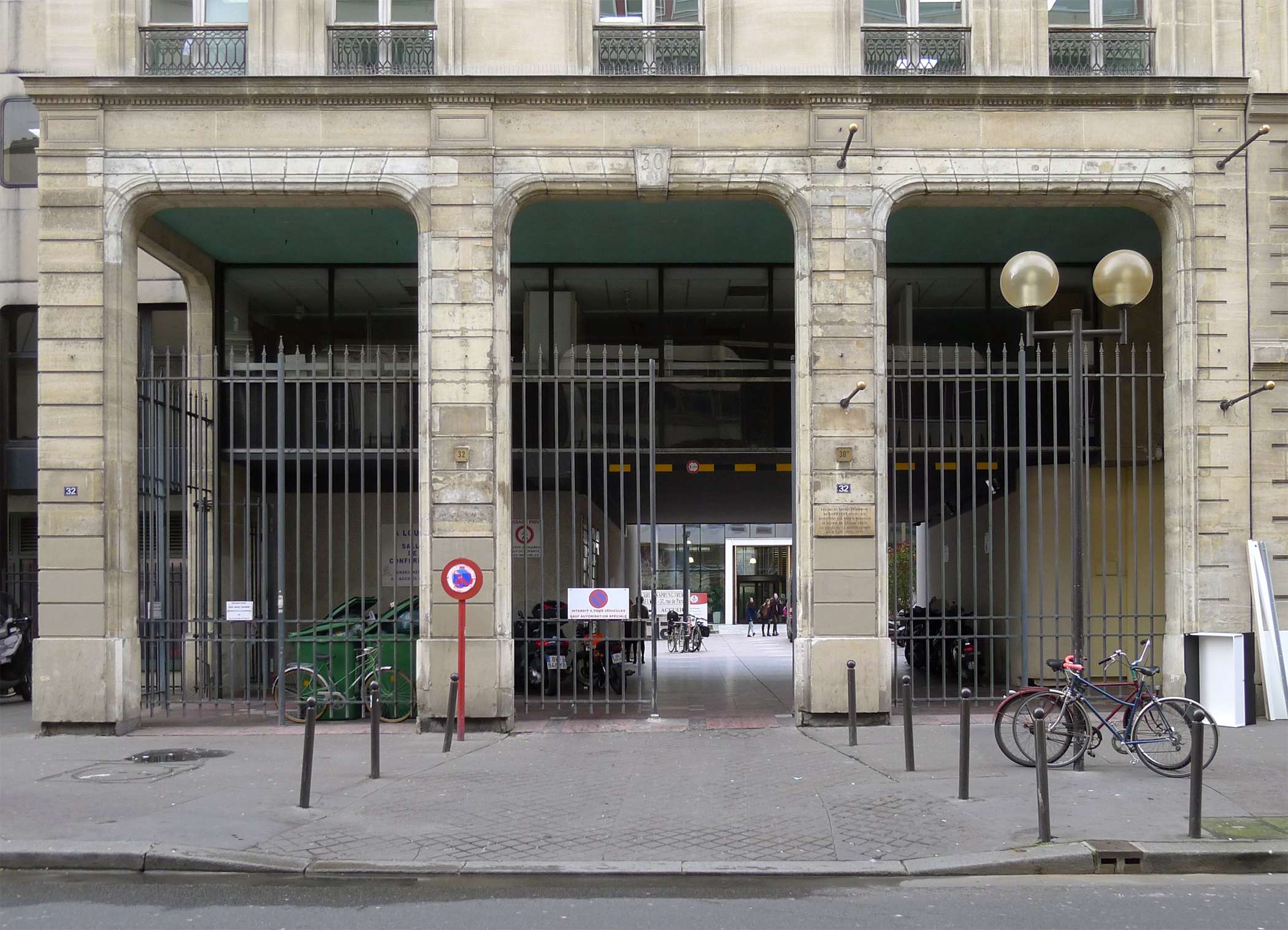
No 32.
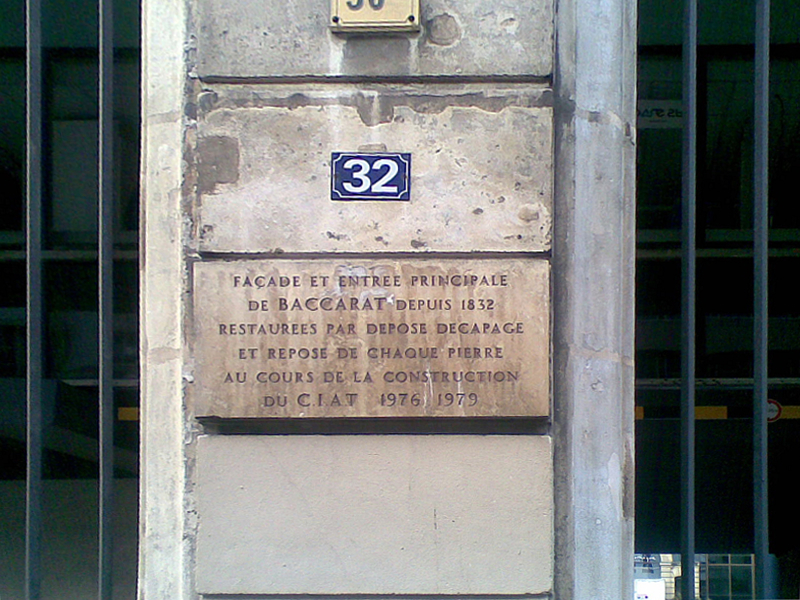
Plaque Baccarat.

### Ancienne maison Pinet auno44
La prestigieuse maison François Pinet, fondée en 1855, s'installe au no 44 de la rue de Paradis en avril 1864, magasin et atelier de fabrication de « Chaussures fines cousues pour dames, filles, fillettes et enfants » ; on peut encore y lire « CHAUSSURES - F PINET - CHAUSSURES » en mosaïque au-dessus de la porte.

Par des acquisitions successives, François Pinet devient également propriétaire en 1876 du 42 de la rue de Paradis, du 3 et du 5, rue des Messageries, ce qui lui permet d'étendre ses ateliers et de commencer à construire des immeubles de rapport. Son nom est encore visible sous l'horloge au fond de la cour du 42, rue de Paradis. Les bâtiments actuels au 42 et 44 de la rue de Paradis sont le résultat d'une reconstruction complète de 1885-1886 ; sur le bâtiment du 44 est noté « 1886 Architecte R Gravereaux ». Deux cariatides ornent le bâtiment et sont l'œuvre du sculpteur Léon Perrey, celle de gauche est une allégorie du travail et celle de droite du commerce. Les deux bâtiments semblent avoir été rehaussés à une époque plus récente. L'atelier-magasin de la société F. Pinet qui se trouvait dans la cour du 44 a disparu.
Le bâtiment héberge depuis le début de 2020 un restaurant italien, le « Libertino ».

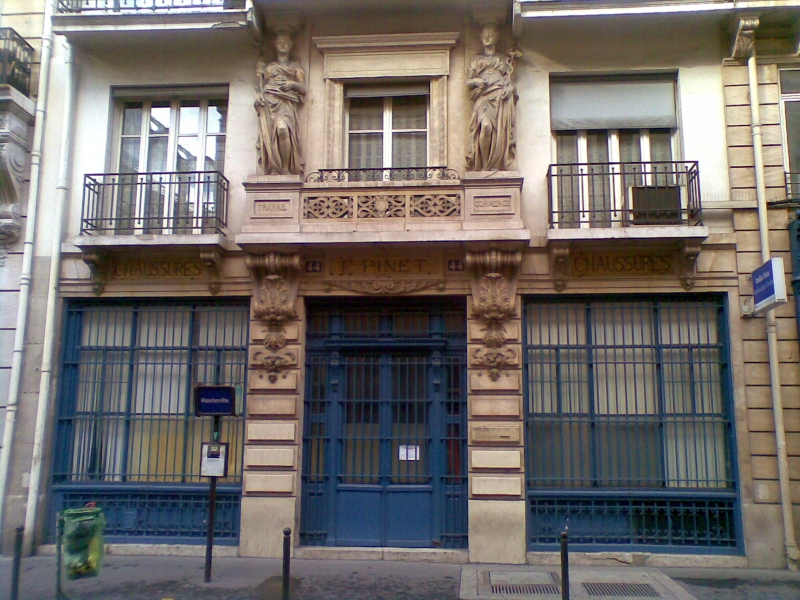
No 44, maison Pinet.

### Hôtel de Raguseauno51
La capitulation de Paris face à l'invasion des troupes d'Autriche, de Prusse et de Russie y fut signée dans la nuit du 30 au 31 mars 1814.

### No58
Le peintre Camille Corot y a installé son atelier. Il demeurait au no 56 rue du Faubourg-Poissonnière.

## La rue dans la culture

### La rue dans les jeux de société
La rue de Paradis fait partie des rues de la version française du Monopoly.

### La rue de Paradis en littérature
Dans son ouvrage Monsieur Ibrahim et les Fleurs du Coran, Éric-Emmanuel Schmitt fait mention de la rue de Paradis pour ses prostituées.

### La rue de Paradis en bande dessinée
Une scène de M'as-tu vu en cadavre de Jacques Tardi représente la rue de Paradis.

### La rue de Paradis au cinéma
- Dans le film Le Professionnel (1981), le télégramme destiné au colonel Martin est adressé « 9 rue du Paradis 75010 » (18 min 40 s).

- Une scène du film d'Arnaud Desplechin, Rois et Reine (2004) a été tournée rue de Paradis (rencontre entre Ismaël et sa sœur).

- Une scène du film Taken (2008) de Pierre Morel se déroule rue de Paradis.

## Autre rue de Paradis
La rue de Paradis-au-Marais a été incorporée en 1868 dans la rue des Francs-Bourgeois dans le 4e arrondissement de Paris.